# معلقة عمرو بن كلثوم
معلقة عمرو بن كلثوم هي المعلقة الخامسة من أغنى الشعر الجاهلي بالعناصر الملحمية والحماسة والعزة. المعلقة تضم مائة بيت أنشأ الشاعر قسماً منها في حضرة عمرو بن هند ملك الحيرة لحل الخلاف الناشب بين قبيلتي بكر وتغلب، فاستشاط الملك غضباً حين وجد أن الشاعر لا يقيم له وزناً، مات الشاعر نحو سنة (600) للميلاد.

## عمرو بن كلثوم
الشاعر عمرو بن كلثوم (توفي 39 ق.هـ/584م) من قبيلة تغلب، ولد في شمال الجزيرة العربية في بلاد ربيعة وتجوّل فيها وفي الشام والعراق. ساد قومه في الخامسة عشرة من عمره.